# 三菱Pajero Junior
- 關於一般乘用車輛，請見「三菱Pajero」。
- 關於此車款之衍生來源，請見「三菱Pajero Mini」。
- 關於小型SUV，請見「三菱Pajero iO」。
- 關於以Pajero為基礎而製造之軍用車，請見「三菱73式吉普車」。

三菱Pajero Junior（日语：三菱・パジェロジュニア）乃日本三菱汽車自1995年至1998年間開發製造的小型運動型多用途車，乃自三菱Pajero Mini衍生而出，並僅限日本市場銷售。

## 概要
1990年代日本車壇掀起一股RV風潮，搭上這股風潮的三菱Pajero銷量大幅度增長。提到四輪驅動車的代名詞，除了同公司的三菱Jeep以外，Pajero也受到廣泛的認可。原廠多次將該車款投入巴黎達卡拉力賽（後稱達喀爾拉力賽）參賽，並多次奪下冠軍寶座，在歐盟、非洲、中東等地具有相當高的知名度。甚至在三菱Proudia、三菱Dignity等旗艦車款中斷銷售期間，Pajero也被原廠定位成標誌性車款。
眼見鈴木Jimny多年來盤踞輕型SUV的霸主寶座多年，原廠自然也想分一杯羹，遂於1994年推出「三菱Pajero Mini」，進而於1995年衍生出此車款；兩者之差異點在於1.1L直列四缸SOHC 4A31型引擎及爆龜寬體的外形。順應日本車壇在1990年代後期吹起懷舊復古風潮，原廠也推出「三菱Pajero Junior Flying Pug」特別仕樣車；另有「三菱Pajero Junior LYNX」等（詳見後述）。

## 歷史
1995年 - 11月正式發售，機械構造上流用三菱Minicab的驅動系統與變速箱，底盤採用單體硬殼式結構車體加上梯形車架。車體風格為三門，車尾門採橫開式。在被動安全配備方面，具有四輪ABS防鎖死煞車系統。驅動方式除了FR之外，名為「Easy Select 4WD」的分時四驅系統可讓駕駛人選擇切換「Hi」和「Low」兩種四輪驅動模式。動力心臟為1.1L直列四缸SOHC 4A31型引擎，可輸出馬力80ps / 6,500rpm、扭力10.0kg·m / 4,000rpm，配合三速自排或五速手排變速箱。車型代號為「ZR」，再依配備多寡區分「I」或「II」車型。
1996年 - 7月推出特仕車「White Junior」，車身整體以白色為主，備胎罩則是黑色，其他配備有專屬六幅式輪圈、車頂行李架及尾翼、前霧燈及前保桿飾片、AM/FM/錄音帶播放機及4支喇叭等。
1997年 - 5月6日發售「LYNX」特仕車，外觀上具備兩種專屬雙色塗裝、備胎罩、車側飾條、鍍鉻車門後視鏡蓋、車頂載物架、BOSCH製霧燈等，車室內則有黑色內裝搭配米色座椅、木紋儀表板、抗UV玻璃、AM/FM/錄音帶/CD播放機等。
同年9月26日為了紀念「Car Plaza」銷售體系創設20周年，推出限量1千部的「Flying Pug」特仕車。外觀上具有復古造型，加上灰、紅、白等三種專屬車身塗裝，黑色內裝則有木紋儀表板、人造皮革座椅等配備。然而由於1.1L直列四缸SOHC 4A31型引擎這種不上不下的動力，加上Pajero Junior的軸距與原型車Pajero Mini相同，造成車室空間亦同樣不足。縱然搭上懷舊風潮的外型相當具有個性，銷售成績卻依然無人問津。同年10月28日，推出冬季特仕車「Mc TWIST」。
1998年 - 1月27日推出「Anniversary Limited」特仕車，3月27日宣布正式停產。

### 安全性召回
2001年2月15日原廠宣布，自翌日起召回Pajero Mini、Pajero Junior等二種車款共140,301輛以維修更換駕駛座之安全氣囊。原廠表示因控制氣囊爆開的電子迴路有問題，如果方向盤在發動引擎後行駛時遭受衝擊，在最壞的情況下可能突然爆開導致駕駛者受傷。

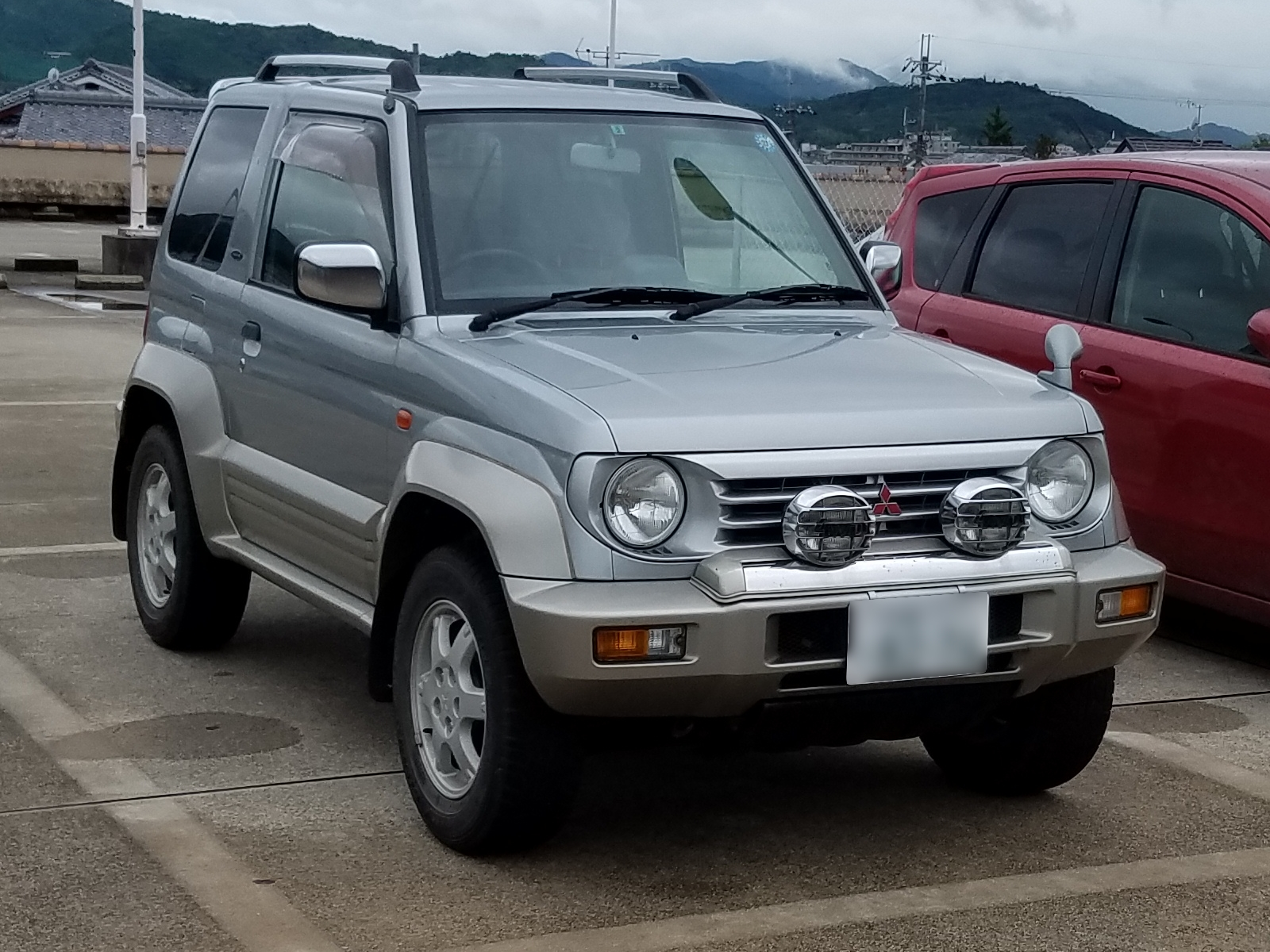
Anniversary Limited特仕車
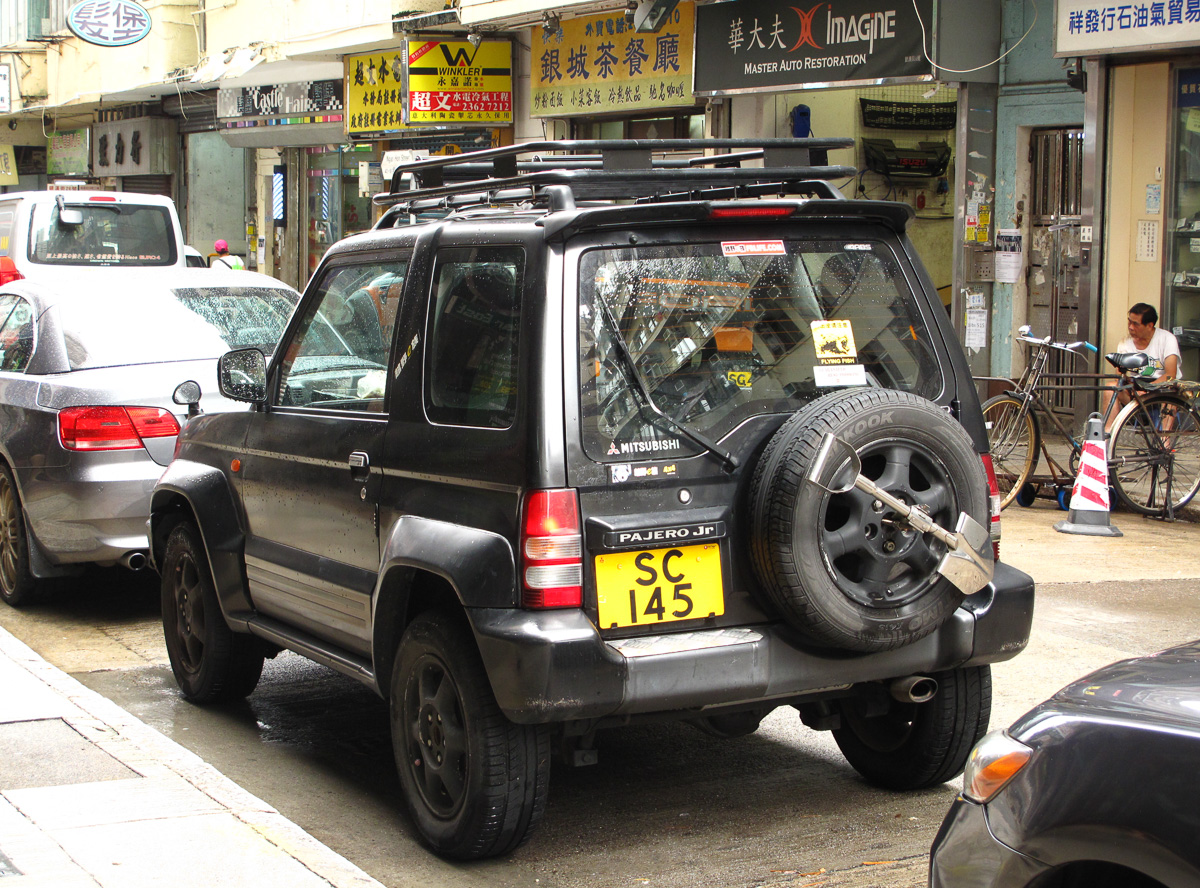
攝於香港
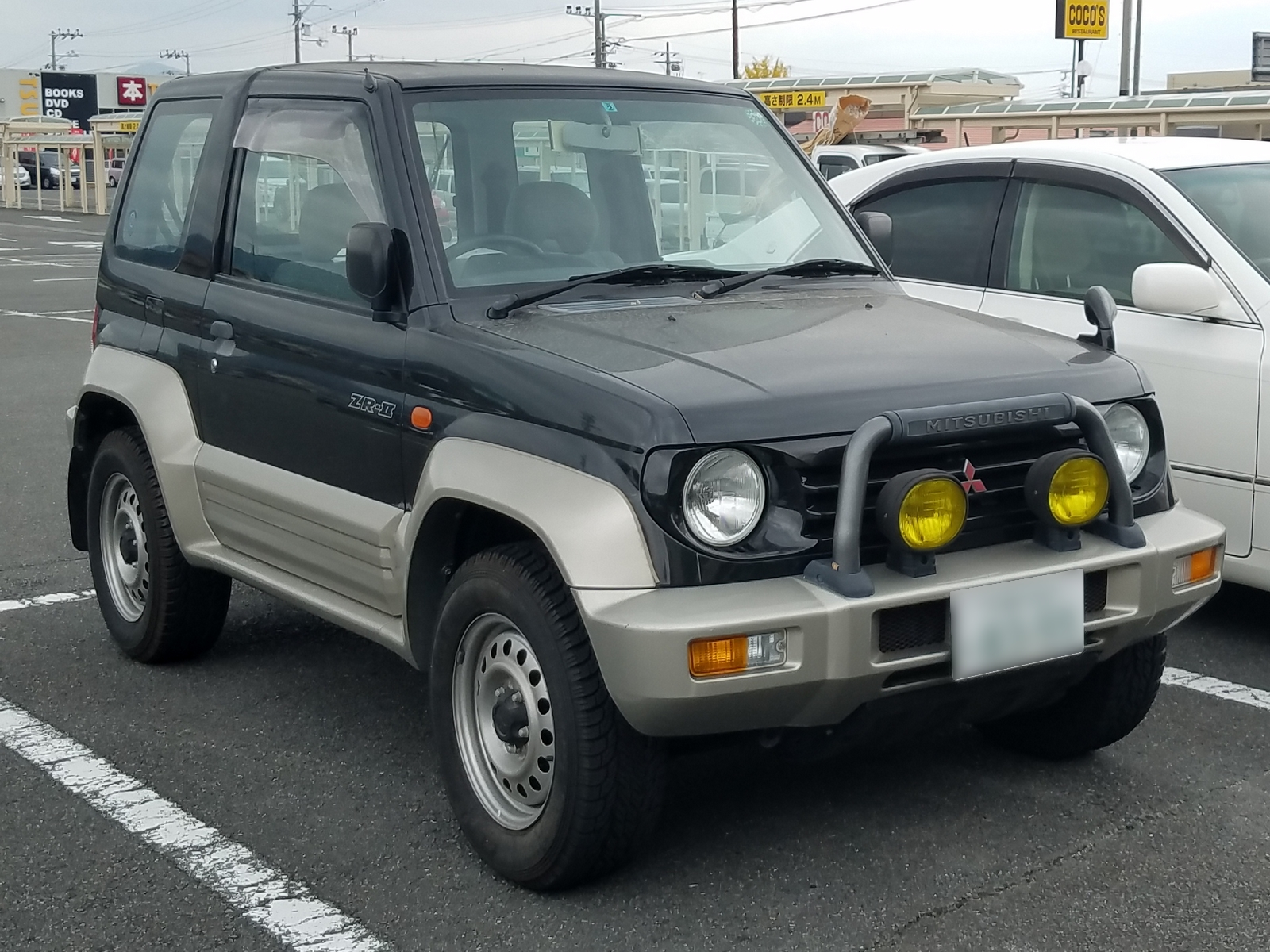
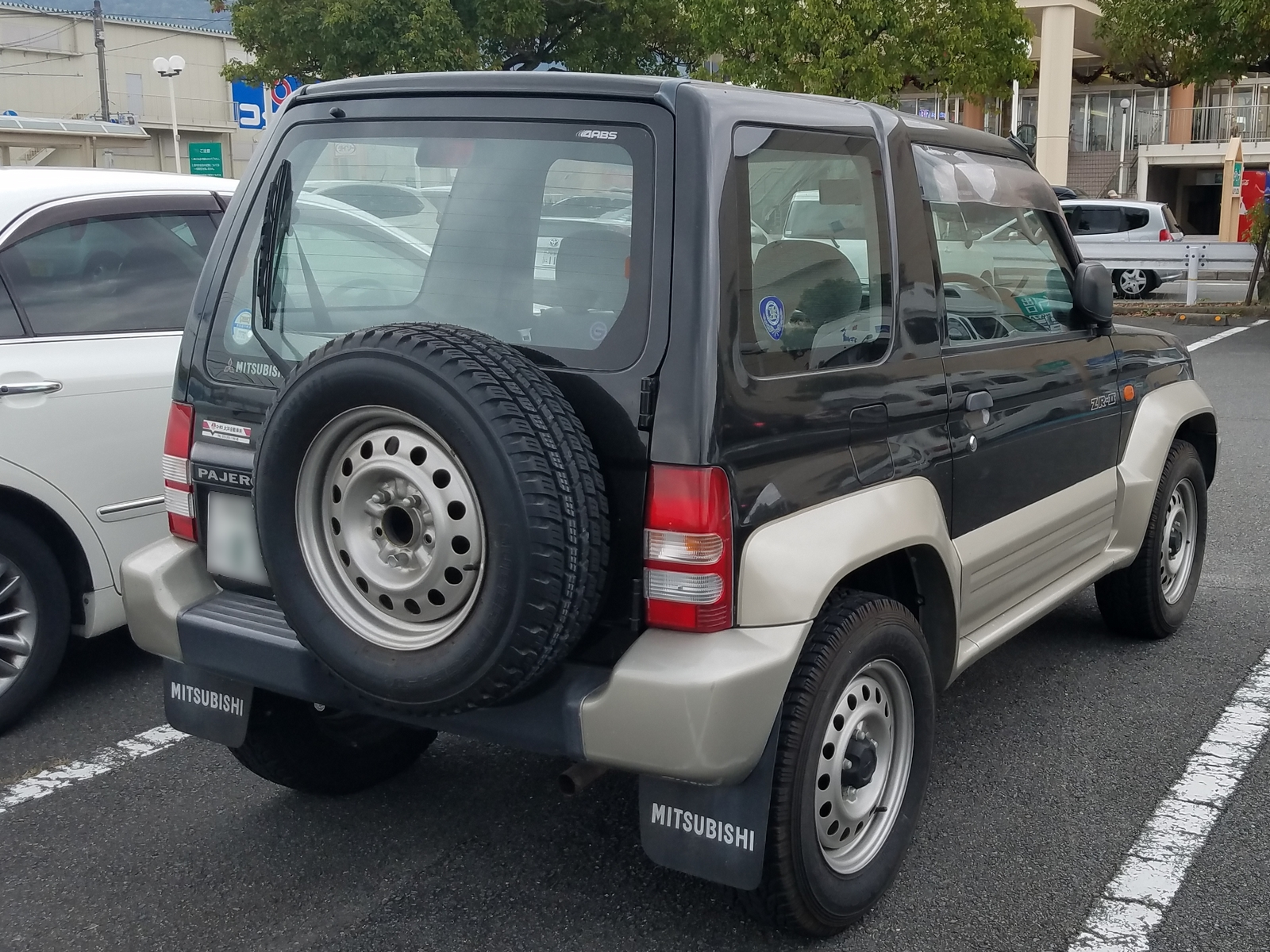
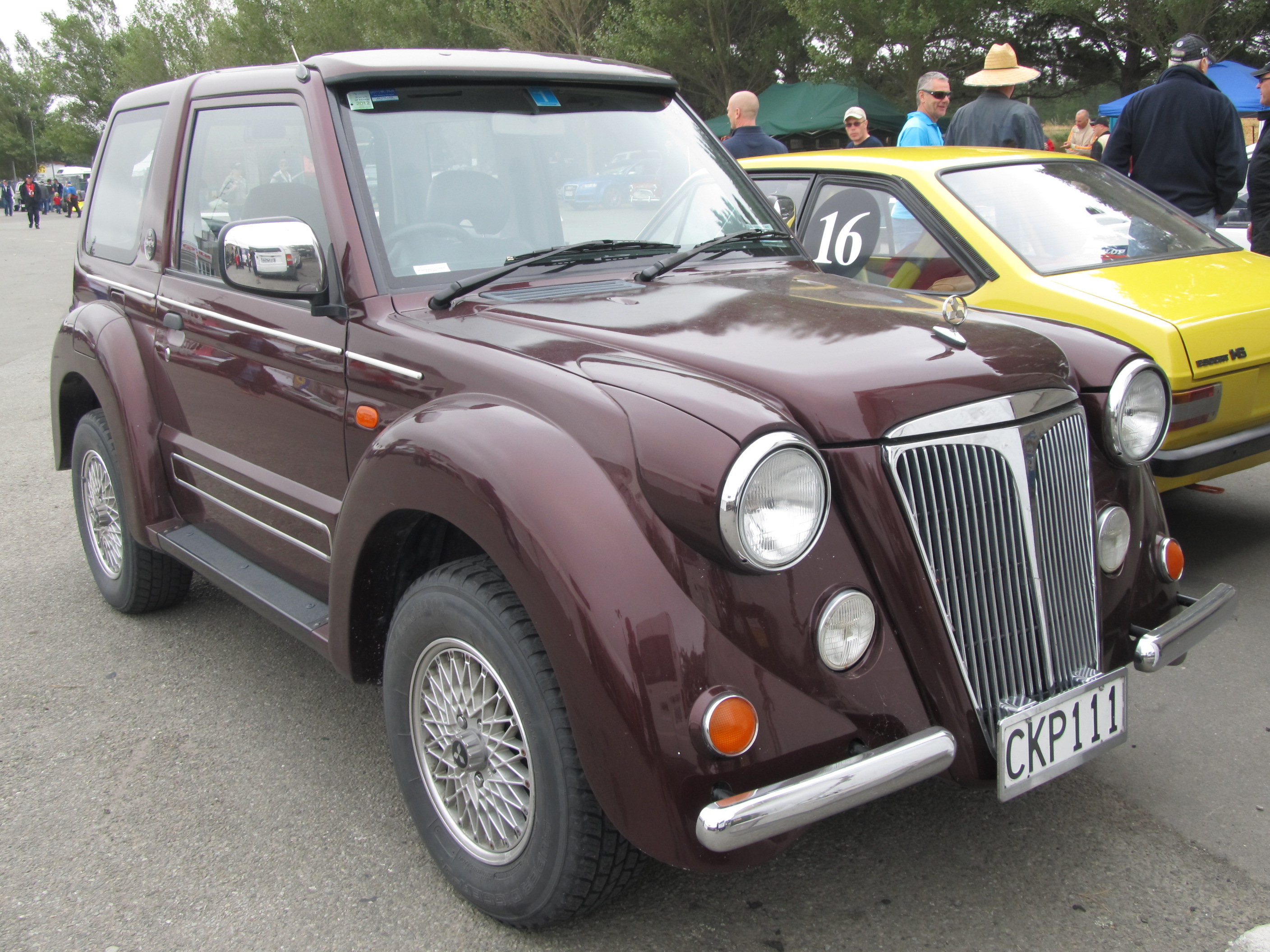
Flying Pug特仕車

## 外部連結
- （日語）Motorz: ユニークな見た目だけじゃない!?三菱 パジェロジュニアが海外で大人気な理由とは？ （页面存档备份，存于）